# De rinoramp
De rinoramp is het honderdnegenennegentigste stripverhaal uit de reeks van Suske en Wiske. Het is geschreven en getekend door Paul Geerts. 
Het verhaal is niet voorgepubliceerd, maar verscheen meteen als album in de Vierkleurenreeks op 20 september 1989, met albumnummer 221. 

## Locaties
- Antwerpen met Sinksenfoor[1] en industriegebied, Jemen, Qatar, Verenigde Arabische Emiraten, San ‘A met Taj-Sheba hotel en paleis van emir, Tanzania met Kilimanjaro, Arusha en Nationaal Park.

## Personages
- Suske, Wiske met Schanulleke, tante Sidonia, Lambik, Jerom, professor Barabas, baron Nills van Hallbertsveld (speciaal afgezant van de Verenigde Naties voor de Arabische Staten) en zijn zoontje Peter-Paul, politie, stropers, Masai, medicijnman, Dikdik, wildwachters, dieren.

## Uitvindingen
- robodog

## Het verhaal
Met Pinksteren zijn Suske, Wiske en Lambik op de Sinksenfoor in Antwerpen. In de octopus zijn ze getuige van de ontvoering van een jongetje, maar kunnen dit niet verhinderen. De volgende dag lezen ze in de krant dat het om het zoontje van baron Nills van Hallbertsveld, speciaal afgezant van de Verenigde Naties voor de Arabische Staten, gaat. Het jongetje heet Peter Paul en Suske en Wiske melden zich als getuige bij de politie. Er is een dolk gevonden op de plek van de ontvoering en Suske en Wiske mogen hem meenemen naar professor Barabas. De professor ontdekt dat de dolk een Jemenitische dolk is waarvan het heft van een hoorn van een zwarte neushoorn is gemaakt en hij zet zijn nieuwste uitvinding in: Robodog, een computergestuurde hond. Suske, Wiske en Lambik gaan met de hond op onderzoek op de Sinksenfoor en komen hierbij Jerom tegen. Ze geven hem een walkietalkie, zodat ze hem in geval van nood kunnen oproepen.
Met Robodog komen de vrienden bij een pakhuis en ze vinden Peter-Paul, maar ze worden bedreigd door de drie ontvoerders. Ze roepen Jerom via de walkietalkie. Hij komt snel te hulp en verslaat de boeven, maar één ontvoerder kan toch ontsnappen. De baron kan zijn zoontje afhalen van het politiebureau en komt naar het huis van de vrienden om ze te bedanken. Hij vertelt dat hij tegen de neushoornjacht is en handelaren van bedreigde diersoorten achter de ontvoering van zijn zoontje zitten. Hij nodigt de vrienden uit om aanwezig te zijn bij zijn inauguratie als speciaal afgezant van de V.N. in Noord-Jemen. Ze geven de dolk mee aan de baron en vliegen later naar Qatar, waarna ze met een vliegtuig van Yemenia Airways naar Sanaa reizen. Als ze naar het Taj-Sheba hotel worden gebracht merken ze niet dat ze worden gevolgd.
De volgende dag vertrekken de vrienden naar het paleis van de emir, maar Lambik komt te laat door een vlek in zijn broek. Door een bijtend middel verdwijnt zijn broek en hij kleedt zich in lokale kleding. Tijdens de plechtigheid overhandigt een Jemeniet een dolk met een heft van neushoornhoorn aan de baron, die hij uit beleefdheid niet kan weigeren. De baron leest een brief voor van prins Bernhard, prins der Nederlanden en president van het Wereld Natuur Fonds, waarin gevraagd wordt tegen de neushoornhandel op te treden. De man die de dolk overhandigde ziet zijn vergissing in en belt de eerste minister, die kwaad op hem is. De volgende dag gaan de vrienden winkelen, en worden door de ontvoerder van Peter-Paul in een huisje gelokt. Jerom verslaat de boeven en ze krijgen een beloning,  de regering van Jemen had namelijk een prijs op het hoofd van deze handelaar gezet. De vrienden vertrekken nu naar Arusha in Tanzania, omdat de baron heeft ontdekt dat de hoorn waarvan de dolk is gemaakt daarvandaan komt. Ze zien onderweg de Kilimanjaro.
De vrienden gaan naar de Nationale Parken, waar Lambik een ontmoeting heeft met een cobra en een leeuw. 's Nachts worden de vrienden beschoten door stropers, en de volgende dag zetten ze de achtervolging in. De auto zakt door een brug, die door de stropers is doorgezaagd, en Jerom redt Wiske van een krokodil. Lambik redt een Masai-kindje uit de rivier, en de hoofdman die de vader van het kindje is bedankt hem. Er wordt ter ere van de vrienden een feest gegeven en ze vertellen de Masai dat ze de neushoorns willen redden van stropers. De Masai willen helpen en vertellen dat de dieren de beste hulp kunnen bieden. Na een magische ceremonie kunnen de vrienden de taal van de dieren verstaan. Jerom redt een dikdik van een hyena en de vrienden gaan op zoek naar de stropers. Jerom ziet een baobab, die als schuilplaats wordt gebruikt. Ook Schanulleke kan praten en ze wordt samen met Dikdik op verkenning gestuurd. Ze overnachten bij een Kopje.
's Nachts horen Dikdik en Schanulleke hulpgeroep van een neushoorn, maar worden bijna ontdekt door de stropers. Mangoest helpt hen. Dan zien ze enorm veel dieren rennen. Ze gaan hen achterna en vinden een neushoornjong bij de zwaargewonde moeder van wie de hoorn is afgezaagd. Faru, de zwarte neushoorn, overlijdt even later en de dieren vertrekken terneergeslagen. Schanulleke blijft bij het neushoorntje terwijl Dikdik de vrienden gaat waarschuwen. Ze gaan met de jeep op weg en Jerom verslaat een buffel die hen niet door wil laten. De buffel vertelt waar de stropers zijn en de vrienden begraven de neushoorn. Dan vinden de vrienden een neushoornhuid en een auto van de wildwachters, maar er is niemand te bekennen. Suske, Lambik en Jerom gaan op zoek en vinden stropers die de wildwachters hebben vastgebonden aan bomen. Lambik en Jerom vermommen zich als neushoorn in de huid terwijl Suske de wildwachters bevrijdt. Samen met de wildwachters graaft hij de buit van de stropers op: leeuwenhuiden, zebrahuiden, hoorns en slagtanden.
Als de stropers de “neushoorn” aanvallen komen Jerom en Lambik in actie. Ze verslaan de boeven en dragen ze over aan de wildwachters. Dan arriveert een vliegtuigje, maar de inzittenden worden gewaarschuwd door een van de stropers. Tante Sidonia en Wiske voorkomen dat het vliegtuigje weer opstijgt en het stort neer. Er komt een helikopter om de vrienden en de boeven uit het natuurpark te halen. De directeur van “Tanzania Wildlife Protection Fund” in Dar es Salaam nodigt de vrienden uit om hen te bedanken. Hij vertelt dat niet alleen de stropers fout zijn, vooral de handelaren en de kopers zorgen ervoor dat de dieren worden bedreigd (want zij verdienen er het meest aan). Tante Sidonia belt baron van Hallbertsveld die erg blij is met het nieuws, hij vraagt wat ze met hun beloning willen doen. Tante Sidonia vertelt dat ze het geld willen gebruiken om de arme lokale bevolking te helpen, veel stropers worden immers tot hun daden gedreven door armoede. De regering van Jemen besluit het bedrag dan te verdubbelen en de vrienden zijn dolblij. Ze blijven nog enkele dagen in Afrika om uit te rusten, de toverspreuk is uitgewerkt en de vrienden kunnen niet meer met dieren communiceren.

## Achtergronden
- Dit verhaal werd speciaal geschreven in opdracht van het Wereld Natuur Fonds.[5] Daarom staat het logo van het WNF op de cover van het album. Het verhaal is tevens geschreven op vraag van prins Bernhard van Nederland[6]
- De vrienden vinden een baobab die als schuilplaats wordt gebruikt, in het album De bevende Baobab wordt deze boom ook als schuilplaats gebruikt.
- De zeer gedetailleerd afgebeelde binnenstad van San 'A en het Nationaal Park Kilimanjaro staan beide op de Werelderfgoedlijst van UNESCO.
- Het lijkt alsof de medicijnman van de Masai-stam een inheemse taal spreekt; in werkelijkheid is dit Antwerps.[7]
- Hoewel het album over het algemeen lof ontving, was er kritiek op de stereotypering van de Afrikanen. Ook komen er grappen voor over zowel hun huidskleur als vermeende luiheid.